# 오플론티스

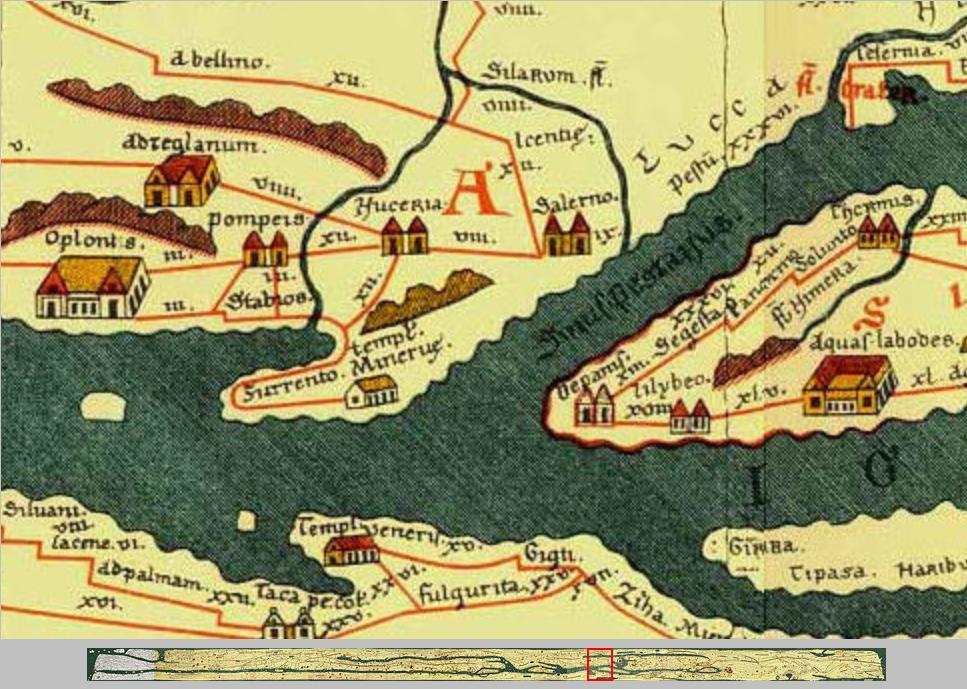

오플론티스(Oplontis)는 고대 로마의 도시로, 현재 이탈리아 캄파니아주 토레안눈치아타에 위치한다. 폼페이, 헤르쿨라네움, 스타비아에와 함께 79년 베수비오산 분화에 의해 없어진 것으로 유명하다.